# کیت کاسل
کیت کاسل (انگلیسی: Keith Cassells؛ زادهٔ ۱۰ ژوئیهٔ ۱۹۵۷) بازیکن فوتبال اهل بریتانیا است.
از باشگاه‌هایی که در آن بازی کرده‌است می‌توان به باشگاه فوتبال پیتربورو یونایتد، باشگاه فوتبال منزفیلد تاون، باشگاه فوتبال ساوت‌همپتون، باشگاه فوتبال آکسفورد یونایتد، باشگاه فوتبال برنتفورد، و باشگاه فوتبال واتفورد اشاره کرد.